# Supermarine Seamew
El Supermarine Seamew fue un avión anfibio bimotor británico construido por Supermarine en sus instalaciones de Woolston, Southampton. Fue concebido como un pequeño avión de reconocimiento embarcado. Fue diseñado entre 1925 y 1927 por R.J. Mitchell para cubrir la Especificación 29/24 del Ministerio del Aire. Fue el primer avión construido por Supermarine en incorporar metal en la construcción; se construyeron dos máquinas. Mitchell planeó una versión civil del avión, para acomodar a hasta seis pasajeros.
Los proyectos de mayor prioridad hicieron que se trabajara poco en el desarrollo del Seamew hasta octubre de 1926. Su primer vuelo tuvo lugar el 9 de enero de 1928. Las pruebas mostraron que el avión tenía el morro muy pesado y que el mecanismo de arranque manual era defectuoso. Las hélices estaban mal posicionadas, por lo que con el tiempo sufrieron daños a causa de las salpicaduras. Pruebas posteriores revelaron que las fijaciones se habían fabricado con un material inadecuado. Ambos aviones fueron desguazados en 1930.

## Diseño y desarrollo
En octubre de 1924, R.J. Mitchell de Supermarine preparó su planos iniciales para un nuevo avión anfibio diseñado con fines de reconocimiento. Mitchell diseñó el avión para llevar una tripulación de tres personas; el piloto estaba ubicado en la cabina delantera, un artillero delantero estaba posicionado detrás del piloto, pero delante del ala inferior, y el artillero trasero estaba por detrás del ala inferior. Un segundo diseño, fechado el 5 de enero de 1925, movía al artillero trasero más cerca de los planos principales y reposicionaba el patín de cola. Sobre la base de los planos de Mitchell, el Ministerio del Aire firmó un contrato por dos aeronaves que cumplieran con la Especificación 29/24; a estas se les dieron las matrículas N212 y N213, y el avión recibió el nombre de Seamew. En febrero de 1926, Mitchell comenzó a producir sus planos detallados finales, durante los cuales rediseñó el empenaje y el timón. También propuso una nueva versión del avión, para acomodar a hasta seis pasajeros civiles.
El diseño incorporaba dos motores radiales Armstrong Siddeley Lynx IV con caja reductora de 177 kW (238 hp) que movían hélices tractoras de madera. El combustible, almacenado en un depósito montado en el plano superior, se alimentaba por gravedad a los motores. Según un artículo de 1929 en Flight, se estimaba que la carga de combustible de 610 L de gasolina proporcionaría al avión una autonomía de alrededor de 480 km.
Las alas del Seamew, que tenían una envergadura de 14 m, fueron diseñadas para plegarse hacia atrás a lo largo del casco. Mitchell las diseñó para que tuvieran una sección aerodinámica gruesa de alta sustentación (seleccionó el diseño Göttingen 387) para permitir que el Seamew completamente cargado volara a bajas velocidades sin entrar en pérdida. Fue el primer avión construido por Supermarine en el que se incluyó metal en la construcción, ya que los largueros estaban hechos de duraluminio, una aleación de aluminio y cobre. El casco de madera era en realidad una versión reducida del casco del Southampton, con una longitud de 11 m y una altura de 3,99 m. Los planos principales estaban recubiertos de tela.
Durante 1925, Supermarine se centró en el desarrollo y la construcción del Southampton, el Seagull V y el S.4, y se hizo poco en el desarrollo del Seamew. Al año siguiente, los proyectos Supermarine S.5, Nanok y Sparrow II, así como la necesidad de realizar modificaciones en el Southampton, provocaron más retrasos, por lo que los trabajos en el Seamew sólo comenzaron en octubre de 1926. El primer aparato fue finalmente volado por el piloto de pruebas de Supermarine, Henri Biard, el 9 de enero de 1928, momento en el que estaba cerca de volverse obsoleto.

## Historia operacional
El Seamew fue enviado para ser probado al Establecimiento Experimental de Aeronaves Marinas, la instalación del Ministerio del Aire en RAF Felixstowe. Se descubrió que el mecanismo de arranque manual era propenso a fallos y, cuando el avión estaba completamente cargado, las hélices sufrían daños al chocar contra las salpicaduras del mar durante el despegue. Como el avión resultó ser demasiado pesado de morro, lo que le impedía ganar altitud a su mejor régimen de ascenso, Supermarine modificó el plano de cola, equipándolo con timones compensados. Después de volar durante 66 horas, la fijación del plano principal del N212 falló, un fallo que luego se descubrió que fue causado por el acero inoxidable utilizado en dichas fijaciones. En marzo de 1930, Supermarine consideró reemplazar el tipo de motor del Seamew para aumentar su potencia, pero la idea fue abandonada.
El 12 de abril de 1930, el N212 se estrelló mientras rodaba por la rampa de Felixstowe. Este incidente, así como el gasto potencial que implicaba hacer nuevas fijaciones para el plano principal y reconstruir la estructura del avión, llevaron a que ambos aviones fueran desguazados ese año.
El Seamew proporcionó a Mitchell nueva información sobre el diseño de perfiles aerodinámicos, que luego se utilizó en el diseño del ala del Spitfire. El N213 había sido equipado con hélices más pequeñas, pero esto había provocado una pérdida en la velocidad de ascenso. Para paliar este problema, Supermarine diseñó el Seagull V y el Sea Otter con un solo motor.

## Especificaciones
Referencia datos: Supermarine Aircraft since 1914

### Características generales
- Tripulación: Dos-tres (piloto y 1 o 2 artilleros)
- Longitud: 11,1 m (36,5 ft)
- Envergadura: 14 m (45,9 ft)
- Altura: 4,6 m (15,1 ft)
- Superficie alar: 57 m² (613,6 ft²)
- Perfil alar: Goettingen 387[15]
- Peso vacío: 2121 kg (4674,7 lb)
- Peso cargado: 2631 kg (5798,7 lb)
- Planta motriz: 1× motor radial de 7 cilindros refrigerado por aire Armstrong Siddeley Lynx IV.
  - Potencia: 177 kW (244 HP; 241 CV)
- Hélices: Bipala de madera de paso fijo
- Diámetro de la hélice: 3,05 m

### Rendimiento
- Velocidad máxima operativa (Vno): 153 km/h (95 MPH; 83 kt)
- Techo de vuelo: 3340 m (10 958 ft)
- Régimen de ascenso: 2,7 m/s (524 ft/min)

### Armamento
- Ametralladoras: 

  - 2x Lewis de 7,7 mm